# گونه‌زایی نابوم‌شناختی

تمایز بین گونه‌زایی بوم‌شناختی و نابوم‌شناختی مستلزم شناسایی ویژگی‌های گونه‌های ویژه است. فعل و انفعال‌های محیطی، به عنوان مثال، می‌تواند شامل سازگاری‌های ویژه برای جستجوی غذا یا یک محیط منحصر به فرد باشد، در حالی که سازگاری در تولیدمثل شامل ریخت‌شناسی تشخیص همسر، سیستم‌های ارتباطی یا دیگر رفتارها است. گونه‌زایی بوم‌شناختی نیاز به تغییر در هر دو دارد در حالی که گونه‌زایی نابوم‌شناختی تنها سازگاری در تولیدمثل را تغییر می‌دهد.

هنگامی که گونه‌زایی توسط انتخاب طبیعی واگرا (یا به شدت با آن همبستگی ندارد)، می‌توان گفت که نابوم‌شناختی (Nonecological) است، تا آن را از تعریف معمول گونه‌زایی بوم‌شناختی متمایز کنیم: «در نظر گرفتن بوم‌شناختی سودمند است. گونه‌زایی به عنوان شکل خاص خود از شکل‌گیری گونه‌ها است زیرا بر سازوکار صریح گونه‌زایی تمرکز دارد: یعنی انتخاب طبیعی واگرا. راه‌های متعددی غیر از انتخاب طبیعی واگرا وجود دارد که در آن جمعیت‌ها ممکن است از نظر ژنتیکی متمایز شوند و از نظر تولیدمثلی جدا شوند.» این احتمال وجود دارد که بسیاری از نمونه‌های گونه‌زایی نابوم‌شناختی ناهمجا باشند، به‌ویژه زمانی که جانداران مورد بحث پراکنده‌کننده ضعیفی هستند (به عنوان مثال، حلزون‌های خاکی، سمندر)، با این حال، گونه‌زایی نابوم‌شناختی هم‌زمان ممکن است، به‌ویژه زمانی که با یک «لحظه» همراه باشد (حداقل) در زمان تکامل) از دست دادن سازگاری تولیدمثل، مانند زمانی که پلی‌پلوئیدیشدن اتفاق می‌افتد. سازوکارهای بالقوه دیگر برای گونه‌زایی نابوم‌شناختی شامل گونه‌زایی جهش‌محور و تغییرها در کایرالیته در شکم‌پایان است.
گونه‌زایی نابوم‌شناختی ممکن است با تمایز ریخت‌شناختی قوی همراه نباشد، بنابراین ممکن است تافته گونه را به وجود بیاورند، با این حال گونه‌هایی وجود دارند که تمایز آنها برای انسان دشوار است که از نظر استفاده از منابع خود به شدت متمایز می‌شوند، و بنابراین احتمالاً در نتیجه بوم‌شناختی هستند. گونه‌زایی (مانند جابجایی میزبان در انگل‌ها یا حشرات گیاه‌خوار). هنگامی که شناخت گونه/انتخاب جنسی نقش مهمی در حفظ مرزهای گونه ایفا می‌کند، گونه‌های تولیدشده توسط گونه‌زایی نابوم‌شناختی ممکن است برای انسان‌ها ساده باشد تا آنها را متمایز کنند، همان‌طور که در برخی از سنجاقک‌سانان وجود دارد.